# ريشلين
ريشلين هي بلدة في ولاية مكلنبورغ فوربومرن، بألمانيا، تبعد حوالي 100 كيلومتر (60 ميل) شمال غرب برلين. كان مطار المدينة أرض الاختبار الرئيسية للقوات الجوية الألمانية لتصميمات الطائرات الجديدة في ألمانيا النازية. يضم متحف Luftfahrttechnisches (متحف تكنولوجيا الطيران) في ريشلين معروضات للطائرات والتكنولوجيا ذات الصلة من الحربين العالميتين (الأولى والثانية) والعصر السوفييتي.
المدينة أصبحت مشهورة بين المسافرين بفضل موقعها عند أحد المداخل لمنتزه موريتز الوطني.

## أعلام
- فيلهلم يواكيم فون هامرشتاين (1838-1904)، سياسي ألماني